# Гипотеза Ловаса о гамильтоновом цикле
Гипотеза Ловаса о гамильтоновом цикле — классическая гипотеза в теории графов.
Сформулирована в четвёртом томе «Искусства программирования», но, скорее всего, была известна гораздо раньше.

## Формулировка
Каждый конечный связный вершинно-транзитивный граф содержит гамильтонов путь.

## Вариации и обобщения
- Любой конечный связный вершинно-транзитивный граф, кроме пяти исключений, содержит гамильтонов цикл; исключения составляют:
  - Полный граф {\displaystyle K_{2}},
  - Граф Петерсена и граф, полученный из него заменой каждой вершины на треугольник,
  - Граф Коксетера и граф, полученный из него заменой каждой вершины на треугольник.

- Полный граф {\displaystyle K_{2}}.
- Граф Петерсена.
- Граф Коксетера.

Ни одно из пяти исключений не является графом Кэли. 
Это наблюдение приводит к более слабой версии гипотезы
- Любой граф Кэли конечной группы содержит гамильтонов цикл.

Для ориентированных графов Кэли гипотеза не верна.

## Частные случаи
- Известно, что ориентированный граф Кэли абелевой группы имеет гамильтонов путь.
  - С другой стороны, циклические группы, порядок которых не является степенью простого числа, допускают ориентированный граф Кэли без гамильтонова цикла.[1]
- В 1986 году Д. Витте доказал, что гипотеза верна для графов Кэли p-групп.
- Вопрос остаётся открытым для диэдральных групп.

Известно, что для симметрической группы гипотеза верна для следующих наборов образующих:
- {\displaystyle a=(1,2,\dots ,n),b=(1,2)}  (длинный цикл и транспозиция).
- {\displaystyle s_{1}=(1,2),s_{2}=(2,3),\dots ,s_{n-1}=(n-1,n)} (образующие Кокстера). В этом случае гамильтонов цикл строится алгоритмом Штайнхаусa — Джонсона — Троттера.
- {\displaystyle a=(1,2),b=(1,2)(3,4)\cdots ,c=(2,3)(4,5)\cdots }.